# Tekijuku
Tekijuku (適塾 Tekijuku?) este o instituție de învățământ specializată în Rangaku (studii occidentale), cu sediul în Osaka, fondată în 1838 de către Ogata Kōan. Este considerată una din sursele tradiției academice ale Universității din Osaka.

## Cronologia Tekijuku
| 1838 | Fondarea școlii de Rangaku in Kawaramachi de către Ogata Kōan |
| 1845 | Relocarea în Kashomachi (astăzi orașul Osaka, sectorul Chuo, cartierul Kitahama-3)                                                                               |
| 1862 | Numirea lui Ogata Kōan în funcție de medic pentru boli interne al shogunatului de la Edo și președinte al Centrului de studii occidentale; mutarea la Edo        |
| 1863 | Decesul lui Ogata Kōan |
| 1868 | Închiderea școlii Tekijuku |
| 1869 | Fondarea spitalului și școlii de medicină (astăzi Facultatea de medicină a Universității din Osaka) în prefectura Osaka, cu participarea activă a familiei Ogata |
| 1901 | Fondarea Bibliotecii "Ogata Kōan" de către discipolii acestuia la Universitatea din Osaka                                                                        |

## Imagini

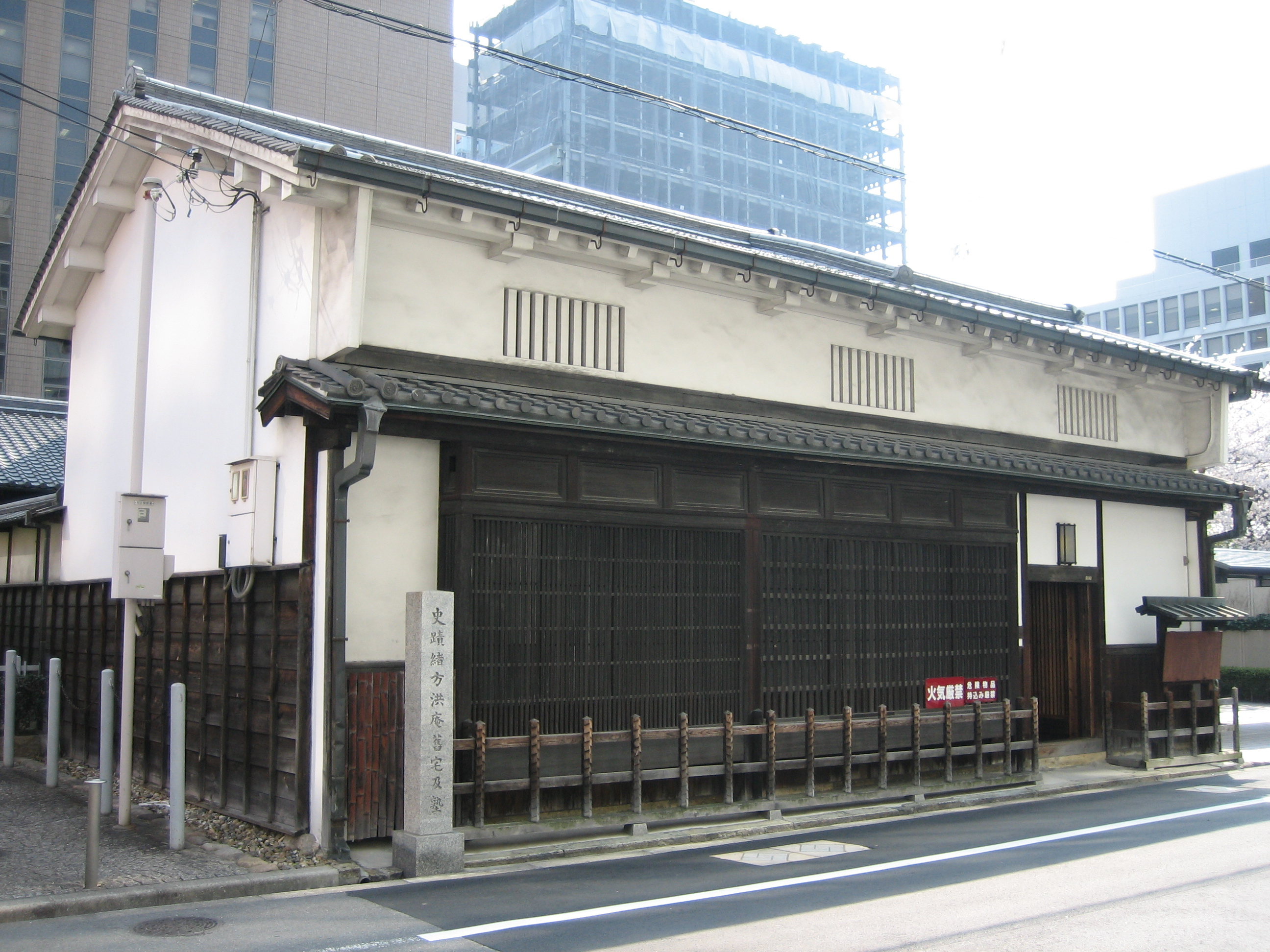
Tekijuku
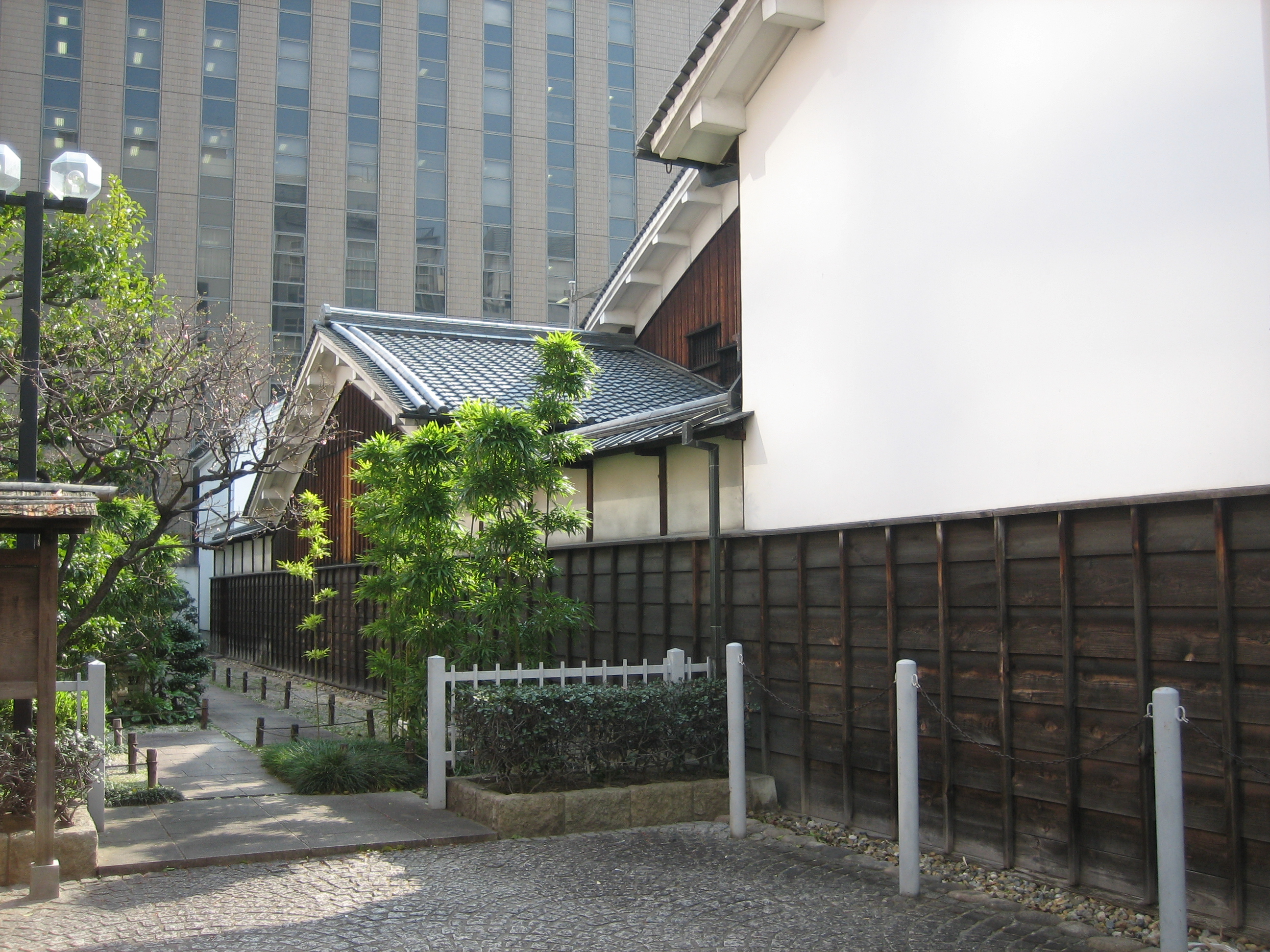
Tekijuku
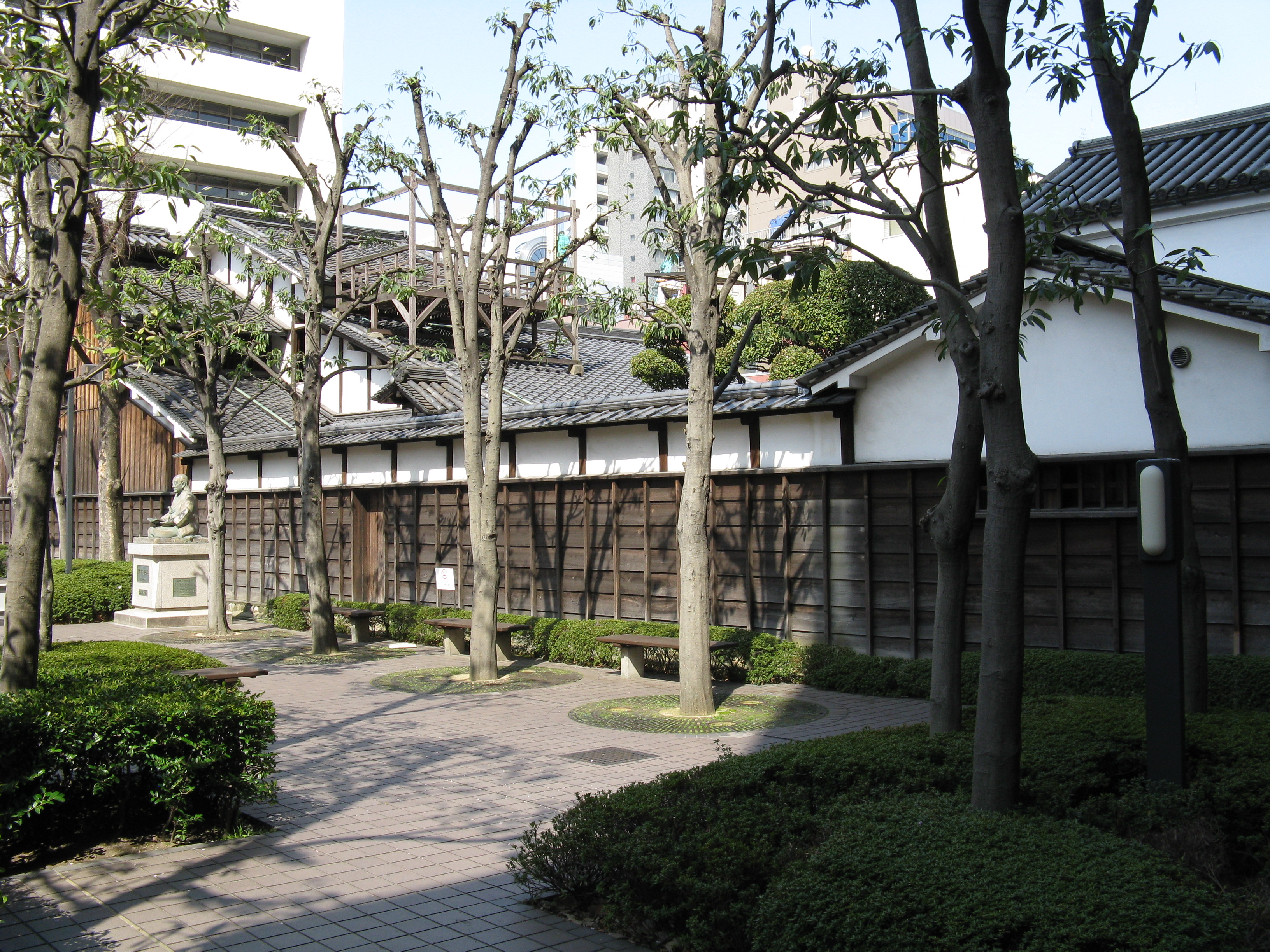
Tekijuku
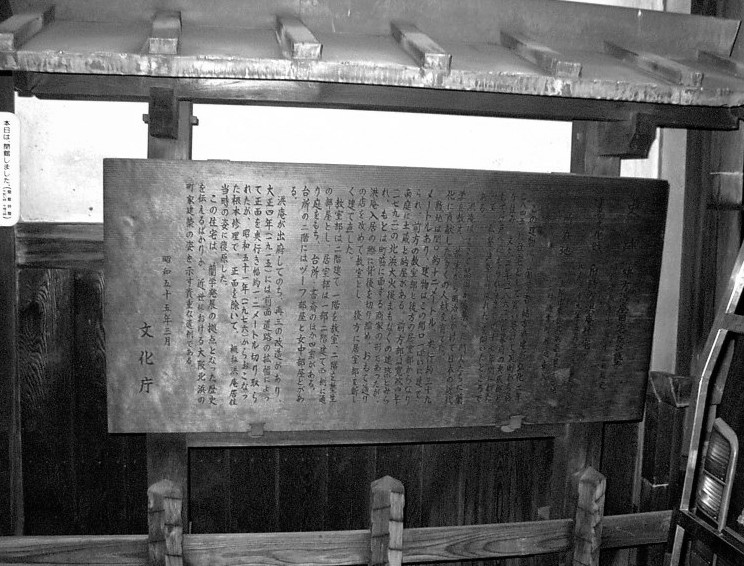
Interiorul şcolii Tekijuku
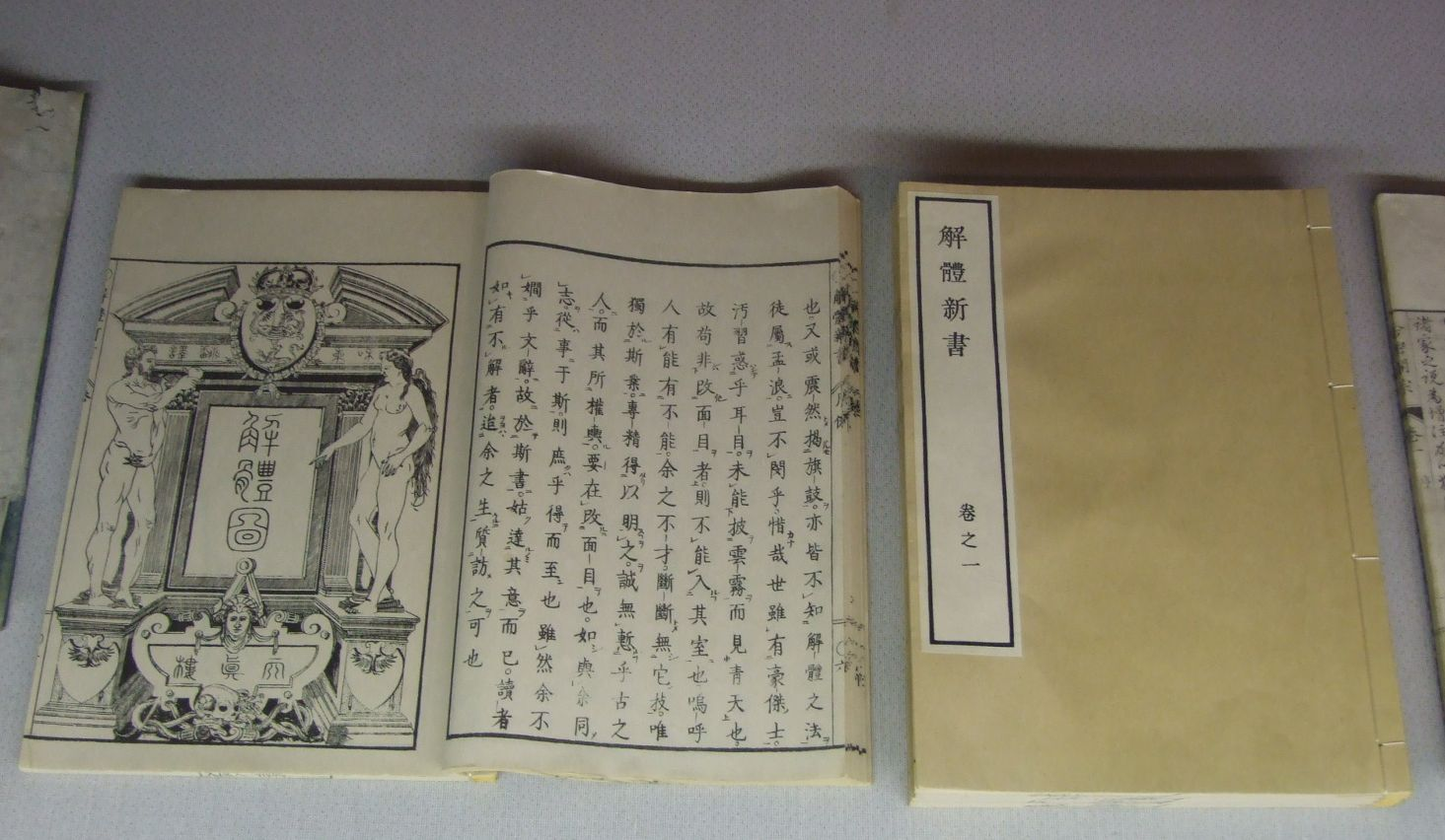
Interiorul şcolii Tekijuku